# Patrick Jones
Patrick Jones (* 1965) je velšský básník a dramatik. Narodil se v jihovelšském městě Tredegar. Jeho mladším bratrem je hudebník Nicky Wire, člen rockové skupiny Manic Street Preachers. Velkou část svého života prožil ve městě Blackwood. V letech 1983 až 1987 studoval na Swanseaské univerzitě. Vedle své spisovatelské činnosti byl rovněž režisérem několika videoklipů pro skupinu Manic Street Preachers. Jde například o klipy k písním „Judge Yr'self“ (2003). „Firefight“ (2005) a „Indian Summer“ (2007). Je autorem všech textů na sólovém albu zpěváka kapely, Jamese Deana Bradfielda, nazvaném Even in Exile (2020).